# Reinhard Roy

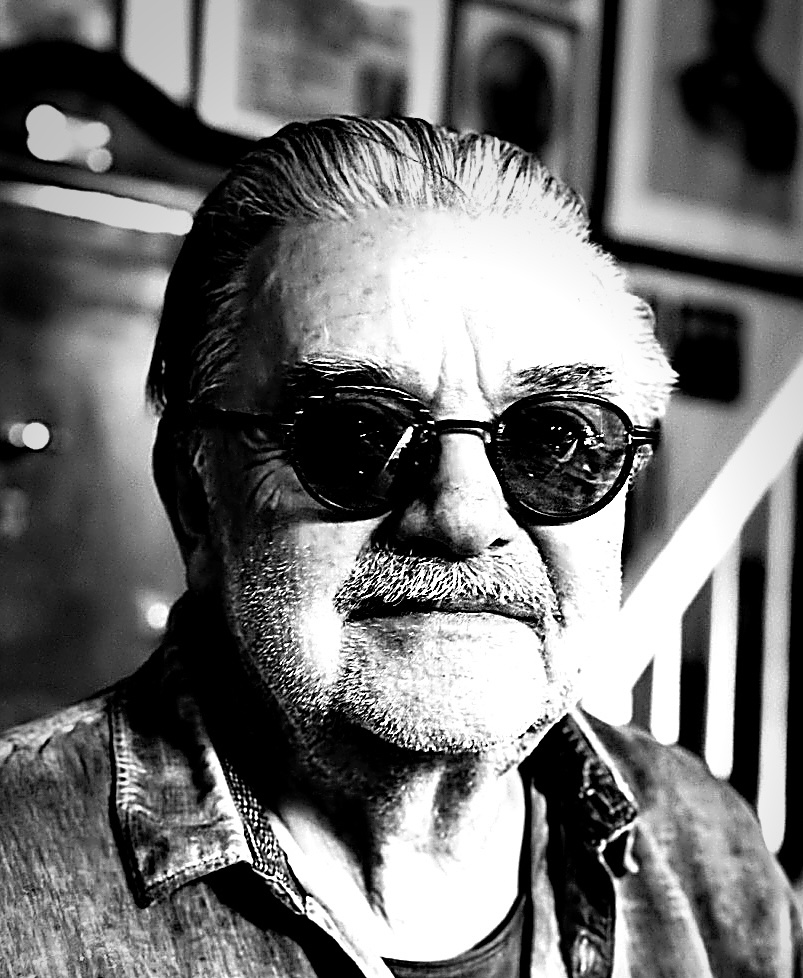
Reinhard Roy (2025)

Reinhard Roy (* 30. August 1948 in Klitten) ist ein deutscher Maler und Bildhauer.
Dominierendes Element seiner Formensprache und Bildgestaltung ist seit 1986 der Raster. Sein Werk ist der Konkreten Kunst zuzurechnen.

## Leben
Roy wurde in Klitten in der Oberlausitz geboren. Nach dem Abitur machte Roy eine Ausbildung zum Dreher in der Waggonbau Niesky und arbeitete anschließend unter anderem in einem Glasbetrieb. Er studierte von 1969 bis 1974 an der Burg Giebichenstein Kunsthochschule Halle industrielle Formgestaltung bei Ilse Decho und Lothar Zitzmann und schloss mit dem Diplom ab. Als externer Fachgutachter war er von 1979 bis 1983 beim Amt für Formgestaltung in Berlin tätig.
1983 siedelte er  nach Frankfurt am Main über. Von 1984 bis 2010 war Roy externer Mitarbeiter in den Bereichen Kunst, Design und Architektur für die KfW-Bankengruppe. An der Fachhochschule Wiesbaden hatte er von 1995 bis 1999 einen Lehrauftrag „Farbe und Gestaltung“. Während der Dienstzeit von Bundespräsident Horst Köhler war eine zweiteilige Stahlskulptur Roys im Park von Schloss Bellevue aufgestellt. Ab 1976 übernahm Roy Jurytätigkeiten, Gestaltungs- und Kunstausstattungsprojekte.
Seine Werke befinden sich in internationalen öffentlichen und privaten Sammlungen.

## Preise und Auszeichnungen
- 1976 Preis des Amtes für Formgestaltung Berlin.
- 1987 Daniel-Henry-Kahnweiler-Preis für Malerei und Graphik der Deutschen Kahnweiler Stiftung.[1]

## Kunstausstattungen, Präsentationen, Projekte
- KfW Bankengruppe: Ausstattungen der Bereiche in Berlin, Frankfurt am Main, Bonn, Brüssel
- KfW Bankengruppe Bereich Berlin: Bodengestaltung, Marmor und Granit
- Deutscher Sparkassen- und Giroverband: Ausstattung Design und Kunstplanungen: Bereiche Bonn, Berlin und Neuhardenberg
- 2005: Wien, Austria: Teilnahme an der internationalen Dauerausstellung "MOTIVA" Intern. Vienna Congress-Center (Kurator:Jürgen Blum)
- 2005: Frankfurt-Eschborn, Germany: Beteiligung an der Ausstattung Kunst, Ernst & Young – Wirtschaftsprüfgesellschaft (Kurator: Jürgen Raitz von Frentz)
- 2008: Skulpturengruppe im Amtssitz des Bundespräsidenten Schloß Bellevue.
- 2008: Rio de Janeiro, Brazil: Projekt- und Kunstpräsentation, Architekturbüro Oscar Niemeyer
- 2010: Rio de Janeiro, Brazil: Projekt- und Kunstpräsentation, Architekturbüro Oscar Niemeyer

## Einzelausstellungen
- 1990 Reinhard Roy – Raster und Raum, Städtische Kunstsammlungen, Görlitz
- 1991 Reinhard Roy – Raster und Raum, Galerie im Cranachhaus, Weimar
- 2002 Reinhard Roy – Raster und Raum, Galerie Dorothea van der Koelen, Mainz
- 2007 Reinhard Roy – Konturen -Raster und Raum, Mies van der Rohe Haus, Berlin
- 2012 Reinhard Roy – Rasterpoesie, Institut für Konkrete Kund und Poesie, Rehau